# باشگاه فوتبال اینتر میلان در فصل ۲۳–۲۰۲۲
باشگاه فوتبال اینتر میلان در فصل ۲۳–۲۰۲۲ در سری آ و کوپا ایتالیا به همراه لیگ قهرمانان اروپا حضور دارد. این فصل صد و پانزدهمین سال فعالیت این تیم در فوتبال ایتالیا و صد و هفتمین حضور تیم در بالاترین سطح فوتبال این کشور است. همچنین اینتر در سوپر جام ایتالیا شرکت می کند.

## بازیکنان
تا تاریخ ۱۲ ژوئیه ۲۰۲۲
تذکر: پرچم استفاده شده در کنار نام بازیکنان نشان‌دهندهٔ ملیتی است که برای بازیکنان در فیفا ثبت شده‌است. این بازیکنان ممکن است بیش از یک ملیت داشته باشند.
| شماره |                 | نقش | بازیکن                          |
| ----- | --------------- | --- | ------------------------------- |
| ۱     | اسلوونی         | GK  | سمیر هاندانوویچ ()              |
| ۲     | هلند            | DF  | دنزل دومفریس                    |
| ۵     | ایتالیا         | MF  | روبرتو گالیاردینی               |
| ۶     | هلند            | DF  | استفان د فرای                   |
| ۸     | آلمان           | DF  | روبین گوزنس                     |
| ۹     | بوسنی و هرزگوین | FW  | ادین ژکو                        |
| ۱۰    | آرژانتین        | FW  | لائوتارو مارتینز                |
| ۱۱    | آرژانتین        | FW  | خواکین کوریا                    |
| ۱۲    | ایتالیا         | DF  | رائول بلانووا (قرضی از کالیاری) |
| ۱۴    | آلبانی          | MF  | کریستین اصلانی (قرضی از امپولی) |
| ۱۵    | ایتالیا         | DF  | فرانچسکو آچربی (قرضی از لاتزیو) |
| ۲۰    | ترکیه           | MF  | هاکان چالهان‌اوغلو               |

| شماره |          | پست | بازیکن                      |
| ----- | -------- | --- | --------------------------- |
| ۲۱    | ایتالیا  | GK  | الکس کورداز                 |
| ۲۲    | ارمنستان | MF  | هنریخ مخیتاریان             |
| ۲۳    | ایتالیا  | MF  | نیکولو بارلا                |
| ۲۴    | کامرون   | GK  | آندره اونانا                |
| ۳۲    | ایتالیا  | DF  | فدریکو دی مارکو             |
| ۳۳    | ایتالیا  | DF  | دنیلو دمبروزیو              |
| ۳۶    | ایتالیا  | DF  | متئو دارمیان                |
| ۳۷    | اسلواکی  | DF  | میلان اشکرینیار             |
| ۷۷    | کرواسی   | MF  | مارسلو بروزویچ              |
| ۹۰    | بلژیک    | FW  | روملو لوکاکو (قرضی از چلسی) |
| ۹۵    | ایتالیا  | DF  | الساندرو باستونی            |

#### بازیکن اکادمی جوانان
تا تاریخ ۳۰ ژوئیه ۲۰۲۲
تذکر: پرچم استفاده شده در کنار نام بازیکنان نشان‌دهندهٔ ملیتی است که برای بازیکنان در فیفا ثبت شده‌است. این بازیکنان ممکن است بیش از یک ملیت داشته باشند.
| شماره |          | نقش | بازیکن          |
| ----- | -------- | --- | --------------- |
| ۴۵    | آرژانتین | MF  | والنتین کاربونی |
| ۴۶    | ایتالیا  | DF  | ماتیا زانوتی    |

| شماره |         | پست | بازیکن               |
| ----- | ------- | --- | -------------------- |
| ۴۷    | ایتالیا | DF  | الساندرو فونتاناروسا |
| ۵۰    | ایتالیا | MF  | چزاره کاسادی         |

#### سایر بازیکنان
تا تاریخ ۱۱ اوت ۲۰۲۲ 

تذکر: پرچم استفاده شده در کنار نام بازیکنان نشان‌دهندهٔ ملیتی است که برای بازیکنان در فیفا ثبت شده‌است. این بازیکنان ممکن است بیش از یک ملیت داشته باشند.
| شماره |         | نقش | بازیکن         |
| ----- | ------- | --- | -------------- |
| ۱۶    | ایتالیا | FW  | ادی سالسدو     |
| ۴۲    | فرانسه  | MF  | لوسین اگوم     |
|       | برزیل   | GK  | گابریل برازائو |
|       | برزیل   | DF  | دالبرت         |

| شماره |         | پست | بازیکن        |
| ----- | ------- | --- | ------------- |
|       | هائیتی  | MF  | کریستوفر آتیس |
|       | ایتالیا | MF  | جاکوپو جیانلی |
|       | ایتالیا | FW  | ماتیاس فونسکا |

## نقل و انتقالات

### ورودی

#### انتقالات
| تاریخ        | پست     | بازیکن          | سن      | انتقال از | هزینه          | منبع        |
| تابستان      | تابستان | تابستان         | تابستان | تابستان   | تابستان        | تابستان     |
| ------------ | ------- | --------------- | ------- | --------- | -------------- | ----------- |
| ۱ ژوئیه ۲۰۲۲ | GK      | آندره اونانا    | ۲۶      | آژاکس     | رایگان         | [ ۵ ]       |
| ۱ ژوئیه ۲۰۲۲ | DF      | روبین گوزنس     | ۲۷      | آتالانتا  | ۱۵ میلیون یورو | [ ۶ ]       |
| ۱ ژوئیه ۲۰۲۲ | MF      | هنریخ مخیتاریان | ۳۳      | رم        | رایگان         | [ ۷ ] [ ۸ ] |
| ۱ ژوئیه ۲۰۲۲ | FW      | خواکین کوریا    | ۲۷      | لاتزیو    | ۲۵ میلیون یورو | [ ۹ ]       |

#### به صورت قرضی
| تاریخ          | پست     | بازیکن         | سن      | قرض از  | هزینه         | منبع                 |
| تابستان        | تابستان | تابستان        | تابستان | تابستان | تابستان       | تابستان              |
| -------------- | ------- | -------------- | ------- | ------- | ------------- | -------------------- |
| ۱ ژوئیه ۲۰۲۲   | FW      | روملو لوکاکو   | ۲۹      | چلسی    | ۸ میلیون یورو | [ ۱۰ ] [ ۱۱ ]        |
| ۱ ژوئیه ۲۰۲۲   | MF      | کریستین اصلانی | ۲۰      | امپولی  | ۴ میلیون یورو | [ ۱۲ ] [ ۱۳ ]        |
| ۵ ژوئیه ۲۰۲۲   | DF      | رائول بلانووا  | ۲۲      | کالیاری | ۳ میلیون یورو | [ ۱۴ ] [ ۱۵ ] [ ۱۶ ] |
| ۱ سپتامبر ۲۰۲۲ | DF      | فرانچسکو آچربی | ۳۴      | لاتزیو  | رایگان        | [ ۱۷ ]               |

#### سایر ورودی‌ها/ پایان قرض
| تاریخ        | پست     | بازیکن           | سن      | از تیم   | یادداشت | منبع    |
| تابستان      | تابستان | تابستان          | تابستان | تابستان  | تابستان | تابستان |
| ------------ | ------- | ---------------- | ------- | -------- | ------- | ------- |
| ۳۰ ژوئن ۲۰۲۲ | GK      | میشل دی گرگوریو  | ۲۴      | مونتسا   |         |         |
| ۳۰ ژوئن ۲۰۲۲ | GK      | فیلیپ استانکوویچ | ۲۰      | ولندام   |         |         |
| ۳۰ ژوئن ۲۰۲۲ | DF      | دالبرت هنریکه    | ۲۸      | کالیاری  |         |         |
| ۳۰ ژوئن ۲۰۲۲ | MF      | لوسین اگوم       | ۲۰      | برست     |         |         |
| ۳۰ ژوئن ۲۰۲۲ | MF      | والنتینو لاتسارو | ۲۶      | بنفیکا   |         |         |
| ۳۰ ژوئن ۲۰۲۲ | MF      | استفانو سنسی     | ۲۶      | سمپدوریا |         |         |
| ۳۰ ژوئن ۲۰۲۲ | FW      | آندره‌آ پینامونتی | ۲۳      | امپولی   |         |         |
| ۳۰ ژوئن ۲۰۲۲ | FW      | ادی سالسدو       | ۲۰      | اسپتزیا  |         |         |
| ۳۰ ژوئن ۲۰۲۲ | FW      | مارتین ساتریانو  | ۲۱      | برست     |         |         |

### خروجی

#### انتقالات
| تاریخ         | پست     | بازیکن          | سن      | انتقال به       | هزینه           | منبع          |
| تابستان       | تابستان | تابستان         | تابستان | تابستان         | تابستان         | تابستان       |
| ------------- | ------- | --------------- | ------- | --------------- | --------------- | ------------- |
| ۱ ژوئیه ۲۰۲۲  | GK      | میشل دی گرگوریو | ۲۴      | مونتسا          | ۴ میلیون یورو   | [ ۱۸ ]        |
| ۱ ژوئیه ۲۰۲۲  | DF      | اندرو گراویلون  | ۲۴      | ریمز            | ۳.۵ میلیون یورو | [ ۱۹ ] [ ۲۰ ] |
| ۱ ژوئیه ۲۰۲۲  | DF      | الکساندر کلاروف | ۳۶      | بازنشسته        | —               | [ ۲۱ ]        |
| ۱ ژوئیه ۲۰۲۲  | DF      | آندره‌آ رانوکیا  | ۳۴      | مونتسا          | رایگان          | [ ۲۲ ]        |
| ۱ ژوئیه ۲۰۲۲  | MF      | ایوان پریشیچ    | ۳۳      | تاتنهام هاتسپور | رایگان          | [ ۲۳ ]        |
| ۱ ژوئیه ۲۰۲۲  | MF      | ماتیاس وسینو    | ۳۰      | لاتزیو          | رایگان          | [ ۲۴ ]        |
| ۱۱ ژوئیه ۲۰۲۲ | MF      | آرتورو ویدال    | ۳۵      | فلامینگو        | رایگان          | [ ۲۵ ] [ ۲۶ ] |
| ۸ اوت ۲۰۲۲    | FW      | الکسیس سانچز    | ۳۳      | المپیک مارسی    | رایگان          | [ ۲۷ ] [ ۲۸ ] |

#### به صورت قرضی
| تاریخ        | پست     | بازیکن           | سن      | قرض داده شده به | هزینه   | منبع          |
| تابستان      | تابستان | تابستان          | تابستان | تابستان         | تابستان | تابستان       |
| ------------ | ------- | ---------------- | ------- | --------------- | ------- | ------------- |
| ۲ ژوئیه ۲۰۲۲ | MF      | استفانو سنسی     | ۲۶      | مونتسا          | N/A     | [ ۲۹ ]        |
| ۴ ژوئیه ۲۰۲۲ | FW      | مارتین ساتریانو  | ۲۱      | امپولی          | N/A     | [ ۳۰ ]        |
| ۸ ژوئیه ۲۰۲۲ | GK      | آندری رادو       | ۲۵      | کرمونزه         | N/A     | [ ۳۱ ]        |
| ۱ اوت ۲۰۲۲   | MF      | والنتینو لاتسارو | ۲۶      | تورینو          | N/A     | [ ۳۲ ]        |
| ۱۱ اوت ۲۰۲۲  | FW      | آندره‌آ پینامونتی | ۲۳      | ساسوئولو        | N/A     | [ ۳۳ ] [ ۳۴ ] |

#### سایر خروجی‌ها/ پایان قرض
| تاریخ        | پست     | بازیکن        | سن      | بازگشت به تیم | یادداشت | منبع    |
| تابستان      | تابستان | تابستان       | تابستان | تابستان       | تابستان | تابستان |
| ------------ | ------- | ------------- | ------- | ------------- | ------- | ------- |
| ۳۰ ژوئن ۲۰۲۲ | FW      | فیلیپه کایسدو | ۳۳      | جنوآ          |         |         |

1. ↑  پریشیچ در ۱۳ مه با تاتنهام توافق کرد و در ۱ ژوئیه قرارداد خود را امضاء کرد.
2. ↑  وسینو در ۱ ژوئیه بازیکن آزاد شد و در ۱ اوت به لاتزیو پیوست.
3. ↑  ویدال در ۱۱ ژوئیه با توافقی دو جانبه قرارداد خود را فسخ کرد و در ۱۴ اوت در انتقالی آزاد به فلامینگو پیوست.
4. ↑  سانچز در ۸ اوت با توافقی دو جانبه قرارداد خود را فسخ کرد و در ۱۰ اوت در انتقالی آزاد به مارسی پیوست.

## پیش‌فصل و دوستانه
برد       تساوی       باخت       برنامه‌ریزی‌شده
| ۹ ژوئیه ۲۰۲۲ دوستانه | اینترمیلان                                                                               | ۱۰–۰  | میلانز | میلان، ایتالیا                   |
|                      | کوره‌آ · لوکاکو · مارتینس · اصلانی · فونتاناروسا · سنگلی · پینامونتی · لاتسارو · کوراتولو | گزارش |        | ورزشگاه: مرکز ورزشی آنجلو موراتی |

| ۱۲ ژوئیه ۲۰۲۲ سوپرجام لوگانو           | لوگانو                 | ۱–۴   | اینتر میلان                                | لوگانو، سوئیس                                                |
| ۱۸:۳۰ زمان اروپای مرکزی (یوتی‌سی ۱:۰۰+) | دورر '۵۲ · کاسیاتو ۸۲' | گزارش | دمبروزیو ۳' · مارتینس ۱۶'، ۷۳' · کوریا ۶۱' | ورزشگاه: ورزشگاه کورناردو تماشاگران: ۵,۱۷۶ داور: لوکا پیکولو |

| ۱۶ ژوئیه ۲۰۲۲ دوستانه                  | اینتر میلان                 | ۲–۲   | آاس موناکو              | فرارا، ایتالیا                                   |
| ۲۰:۳۰ زمان اروپای مرکزی (یوتی‌سی ۱:۰۰+) | گالیاردینی ۴۲' · اصلانی ۵۹' | گزارش | گولووین ۷' · بن یدر ۳۰' | ورزشگاه: ورزشگاه پائولو مازا داور: متئو مارسنارو |

| ۲۱ ژوئیه ۲۰۲۲ دوستانه                  | اینترمیلان                                                                                  | ۸–۱   | نووارا        | میلان، ایتالیا                   |
| ۱۸:۳۰ زمان اروپای مرکزی (یوتی‌سی ۱:۰۰+) | بارلا ۷' · ژکو ۱۰' · بلانووا ۲۲' · مارتینس ۴۸'، ۸۵' · لوکاکو ۵۱' · سیانسیو ۶۲' · زانوتی ۷۷' | گزارش | بورتولوسی ۵۶' | ورزشگاه: مرکز ورزشی آنجلو موراتی |

| ۲۳ ژوئیه ۲۰۲۲ دوستانه                  | لانس                                            | ۱–۰   | اینتر میلان                     | لانس، فرانسه                  |
| ۱۸:۳۰ زمان اروپای مرکزی (یوتی‌سی ۱:۰۰+) | گرادیت '۳۹ · سامبا '۵۶ · برگ '۸۶ · اوپندا ۹۰' · | گزارش | ژکو '۲۹ دومفریس '۵۶ بروزویچ '۶۱ | ورزشگاه: ورزشگاه بولارت-دللیس |

| ۳۰ ژوئیه ۲۰۲۲ دوستانه                  | اینتر میلان                                                        | ۲–۲   | لیون                                                    | چزنا، ایتالیا                                    |
| ۲۰:۳۰ زمان اروپای مرکزی (یوتی‌سی ۱:۰۰+) | دومفریس '۲۱ · بروزویچ '۳۶ · باستونی '۴۰ · لوکاکو ۵۱' · بارلا ۶۵' · | گزارش | لاکازت ۳۱' · توکو اکامبی '۳۳ · پاکتا '۱+۴۵ · چرکی ۵۰' · | ورزشگاه: ورزشگاه دینو مانوتزی داور: مارکو پیچینی |

| ۶ اگوست ۲۰۲۲ دوستانه                   | اینتر میلان                                | ۲–۴   | ویارئال                                     | پسکارا، ایتالیا                                  |
| ۲۰:۳۰ زمان اروپای مرکزی (یوتی‌سی ۱:۰۰+) | هاکان '۲۲ · لوکاکو ۳۶' · دمبروزیو ۶۵'، '۷۸ | گزارش | پدراسا ۲۹'، ۴۸' · جکسون '۳۹ ۸۱' · کوکلن ۴۳' | ورزشگاه: ورزشگاه آدریاتیکو داور: آنتونیو راپوانو |

## مسابقات

### سری آ

#### جدول رده بندی
| رتبه | تیم        | بازی | برد | مساوی | باخت | گل زده | گل خورده | تفاضل گل | امتیاز | نتیجه                      |
| ---- | ---------- | ---- | --- | ----- | ---- | ------ | -------- | -------- | ------ | -------------------------- |
| ۱    | ناپولی     | ۳۸   | ۲۸  | ۶     | ۴    | ۷۷     | ۲۸       | ۴۹       | ۹۰     | صعود به لیگ قهرمانان اروپا |
| ۲    | لاتزیو     | ۳۸   | ۲۲  | ۸     | ۸    | ۶۰     | ۳۰       | ۳۰       | ۷۴     | صعود به لیگ قهرمانان اروپا |
| ۳    | اینترمیلان | ۳۸   | ۲۳  | ۳     | ۱۲   | ۷۱     | ۴۲       | ۲۹       | ۷۲     | صعود به لیگ قهرمانان اروپا |
| ۴    | آ.ث.میلان  | ۳۸   | ۲۰  | ۱۰    | ۸    | ۶۴     | ۴۳       | ۲۱       | ۷۰     | صعود به لیگ قهرمانان اروپا |

#### خلاصه نتایج
| مجموع | مجموع  | مجموع | مجموع | مجموع | مجموع | مجموع | مجموع | خانه | خانه | خانه | خانه | خانه | خانه | مهمان | مهمان | مهمان | مهمان | مهمان | مهمان |
| بازی  | امتیاز | پ     | ت     | ش     | گ‌ز    | گ‌خ    | ت‌گ    | پ    | ت    | ش    | گ‌ز   | گ‌خ   | ت‌گ   | پ     | ت     | ش     | گ‌ز    | گ‌خ    | ت‌گ    |
| ----- | ------ | ----- | ----- | ----- | ----- | ----- | ----- | ---- | ---- | ---- | ---- | ---- | ---- | ----- | ----- | ----- | ----- | ----- | ----- |
| ۳۸    | ۷۲     | ۲۳    | ۳     | ۱۲    | ۷۱    | ۴۲    | ۲۹+   | ۱۴   | ۰    | ۵    | ۳۷   | ۱۴   | ۲۳+  | ۹     | ۳     | ۷     | ۳۴    | ۲۸    | ۶+    |

آخرین بروزرسانی: ۳ ژوئن ۲۰۲۳

منبع: Serie A

پ = پیروزی؛ ت = تساوی؛ ش = شکست؛ گ‌ز = گل زده؛ گ‌خ = گل خورده؛ ت‌گ = تفاضل گل

#### روند هفته به هفته
| هفته    | ۱ | ۲ | ۳ | ۴ | ۵ | ۶ | ۷ | ۸ | ۹ | ۱۰ | ۱۱ | ۱۲ | ۱۳ | ۱۴ | ۱۵ | ۱۶ | ۱۷ | ۱۸ | ۱۹ | ۲۰ | ۲۱ | ۲۲ | ۲۳ | ۲۴ | ۲۵ | ۲۶ | ۲۷ | ۲۸ | ۲۹ | ۳۰ | ۳۱ | ۳۲ | ۳۳ | ۳۴ | ۳۵ | ۳۶ | ۳۷ | ۳۸ |
| ------- | - | - | - | - | - | - | - | - | - | -- | -- | -- | -- | -- | -- | -- | -- | -- | -- | -- | -- | -- | -- | -- | -- | -- | -- | -- | -- | -- | -- | -- | -- | -- | -- | -- | -- | -- |
| زمین    | ب | خ | ب | خ | ب | خ | ب | خ | ب | خ  | ب  | خ  | ب  | خ  | ب  | خ  | ب  | خ  | خ  | ب  | خ  | ب  | خ  | ب  | خ  | ب  | خ  | خ  | ب  | خ  | ب  | خ  | ب  | ب  | خ  | ب  | خ  | ب  |
| دستاورد | پ | پ | ش | پ | ش | پ | ش | ش | پ | پ  | پ  | پ  | ش  | پ  | پ  | پ  | م  | پ  | ش  | پ  | پ  | م  | پ  | ش  | پ  | ش  | ش  | ش  | م  | ش  | پ  | پ  | پ  | پ  | پ  | ش  | پ  | پ  |
| جایگاه  | ۶ | ۲ | ۷ | ۳ | ۸ | ۶ | ۷ | ۹ | ۷ | ۷  | ۷  | ۶  | ۷  | ۵  | ۵  | ۴  | ۴  | ۴  | ۴  | ۲  | ۲  | ۲  | ۲  | ۲  | ۲  | ۲  | ۳  | ۴  | ۵  | ۵  | ۶  | ۴  | ۴  | ۴  | ۳  | ۳  | ۳  | ۳  |

زمین: ب = بیرون از خانه، خ = داخل خانه. دست‌آورد: پ = پیروزی، ش = شکست، م = مساوی، ع = به تعویق افتاده.

### جزئیات بازی‌ها
مسابقات سری آ در ۲۴ ژوئن ۲۰۲۲ برنامه‌ریزی شد.
| ۱۳ اگوست ۲۰۲۲ ۱                        | لچه                                                               | ۱–۲   | اینتر میلان                                           | لچه                                                           |
| ۲۰:۴۵ زمان اروپای مرکزی (یوتی‌سی ۱:۰۰+) | باشیروتو '۳۲ · سیسای ۴۸' · بلین '۸۲ · کولومبو '۸۷ · هجولمند '۵+۹۰ | گزارش | لوکاکو ۲' · بروزویچ '۵۵ · دارمیان '۶۳ · دومفریس ۵+۹۰' | ورزشگاه: ویا دل ماره تماشاگران: ۲۵,۳۵۳ داور: الساندرو پرونترا |

| ۲۰ اگوست ۲۰۲۲ ۲                        | اینتر میلان                         | ۳–۰   | اسپتزیا | میلان                                                        |
| ۲۰:۴۵ زمان اروپای مرکزی (یوتی‌سی ۱:۰۰+) | مارتینز ۳۵' · هاکان ۵۲' · کوریا ۸۲' | گزارش |         | ورزشگاه: جوزپه مه آتزا تماشاگران: ۷۱,۲۱۲ داور: داویده قرسینی |

| ۲۶ اگوست ۲۰۲۲ ۳                        | لاتزیو                                                         | ۳–۱   | اینتر میلان               | رم                                                    |
| ۲۰:۴۵ زمان اروپای مرکزی (یوتی‌سی ۱:۰۰+) | اندرسون ۴۰' · زاکانی '۵۷ · موراشیچ '۶۴ · آلبرتو ۷۵' · پدرو ۸۶' | گزارش | مارتینز ۵۱' · بروزویچ '۸۴ | ورزشگاه: المپیک رم تماشاگران: ۵,۰۰۰ داور: مایکل فابری |

| ۳۰ اگوست ۲۰۲۲ ۴                        | اینتر میلان                         | ۳–۱   | کرمونزه                                      | میلان                                                         |
| ۲۰:۴۵ زمان اروپای مرکزی (یوتی‌سی ۱:۰۰+) | کوریا ۱۲' · بارلا ۳۸' · مارتینز ۷۶' | گزارش | دسرز '۵۰ · آیوو '۶۶ · واسکس '۷۹ · اوکرکه ۹۰' | ورزشگاه: جوزپه مه آتزا تماشاگران: ۷۰,۷۵۰ داور: فرانچسکو فورنو |

| ۳ سپتامبر ۲۰۲۲ ۵                       | آ.ث.میلان                                                                  | ۳–۲   | اینتر میلان                            | میلان                                               |
| ۱۸:۰۰ زمان اروپای مرکزی (یوتی‌سی ۱:۰۰+) | ارناندز '۹ · لیائو ۲۸'، ۶۰' '۴+۹۰ · ژیرو '۳۲ ۵۴' · دی‌کتلر '۵۱ · تونالی '۷۷ | گزارش | دومفریس '۹ · بروزویچ ۲۱' '۳۹ · ژکو ۶۷' | ورزشگاه: سن سیرو تماشاگران: ۷۰,۷۵۰ داور: دنیله چیفی |

| ۱۱ سپتامبر ۲۰۲۲ ۶                      | اینتر میلان      | ۱–۰   | تورینو                 | میلان                                                          |
| ۱۸:۰۰ زمان اروپای مرکزی (یوتی‌سی ۱:۰۰+) | بروزویچ '۵۵، ۸۹' | گزارش | سانابریا '۵۱ لوکیچ '۶۸ | ورزشگاه: جوزپه مه آتزا تماشاگران: ۶۹,۱۳۴ داور: جیووانی آیرولدی |

| ۱۸ سپتامبر ۲۰۲۲ ۷                      | اودینزه                                                                                  | ۳–۱   | اینتر میلان                                                          | اودینه                                                       |
| ۱۲:۳۰ زمان اروپای مرکزی (یوتی‌سی ۱:۰۰+) | اشکرینیار ۲۲' (گل‌به‌خودی) · پریرا '۳۹ · اودوگی '۵۱ · بکائو '۵۶ · بیجول ۸۴' · ارسلان ۳+۹۰' | گزارش | بارلا ۵' · باستونی '۱۳ · مخیتاریان '۲۱ · دارمیان '۱+۴۵ · بروزویچ '۵۷ | ورزشگاه: ورزشگاه فریولی تماشاگران: ۲۲,۴۷۵ داور: پائولو والری |

| ۲ اکتبر ۲۰۲۲ ۸                         | اینتر میلان                                                    | ۱–۲   | آ.اس. رم                                                   | میلان                                                      |
| ۱۸:۰۰ زمان اروپای مرکزی (یوتی‌سی ۱:۰۰+) | دیمارکو ۳۰' · اصلانی '۷۳ · کوریا '۸۷ · گوزنس '۹۰ · بارلا '۲+۹۰ | گزارش | دیبالا ۳۹' · زانیولو '۵۴ · مانچینی '۵۴ · اسمالینگ '۶۵، ۷۵' | ورزشگاه: جوزپه مه آتزا تماشاگران: ۷۵,۳۸۹ داور: داویده ماسا |

| ۹ اکتبر ۲۰۲۲ ۹                         | ساسوئولو                                            | ۱–۲   | اینتر میلان                              | ساسوئولو                                                  |
| ۱۵:۰۰ زمان اروپای مرکزی (یوتی‌سی ۱:۰۰+) | فراری '۲۱ · فراتسی ۶۰' · هارونی '۷۲ · ترسولدی '۴+۹۰ | گزارش | اصلانی '۱۹ · ژکو ۴۴'، ۷۵' · دمبروزیو '۵۵ | ورزشگاه: ورزشگاه ماپی تماشاگران: ۱۷,۵۷۴ داور: سیمونه سوزا |

| ۱۶ اکتبر ۲۰۲۲ ۱۰                       | اینتر میلان             | ۰–۲   | سالرنیتانا  | میلان                                                       |
| ۱۲:۳۰ زمان اروپای مرکزی (یوتی‌سی ۱:۰۰+) | مارتینز ۱۴' · بارلا ۵۸' | گزارش | دنیلیوک '۱۷ | ورزشگاه: جوزپه مه آتزا تماشاگران: ۷۵,۴۲۵ داور: جان‌لوکا ساکی |

| ۲۲ اکتبر ۲۰۲۲ ۱۱                       | فیورنتینا                                                                                             | ۳–۴   | اینتر میلان                                                                      | فلورانس                                                     |
| ۲۰:۴۵ زمان اروپای مرکزی (یوتی‌سی ۱:۰۰+) | کابرال ۳۳' (پنالتی) · بوناونتورا '۳۶ · دودو '۳۸ · امرابط '۵۴ · آیکونه ۶۰' · میلینکویچ '۷۹ · یوویچ ۹۰' | گزارش | بارلا ۲' · مارتینز ۱۵'، ۷۳' (پنالتی) · آچربی '۳۶ · دومفریس '۸۸ · مخیتاریان ۵+۹۰' | ورزشگاه: آرتمیو فرانکی تماشاگران: ۳۶,۶۹۹ داور: پائولو والری |

| ۲۹ اکتبر ۲۰۲۲ ۱۲                       | اینتر میلان                                      | ۳–۰   | سمپدوریا                                                     | میلان                                                      |
| ۲۰:۴۵ زمان اروپای مرکزی (یوتی‌سی ۱:۰۰+) | د فرای ۲۱' · بارلا ۴۴' · باستونی '۶۳ · کوریا ۷۳' | گزارش | یه‌پس '۱۹ کولی '۴۰ جوریچیچ '۵۲ وری '۵۷ گابیادینی '۶۱ ویرا '۶۷ | ورزشگاه: جوزپه مه آتزا تماشاگران: ۷۳,۳۱۱ داور: لوکا ماسیمی |

| ۶ نوامبر ۲۰۲۲ ۱۳                       | یوونتوس                                         | ۲–۰   | اینتر میلان             | تورین                                                        |
| ۲۰:۴۵ زمان اروپای مرکزی (یوتی‌سی ۱:۰۰+) | رابیو ۵۲' · دانیلو '۷۷ · فاگیولی ۸۵' · شزنی '۹۰ | گزارش | هاکان '۵۶ اشکرینیار '۶۸ | ورزشگاه: ورزشگاه یوونتوس تماشاگران: ۴۰,۳۸۷ داور: دنیله دووری |

| ۹ نوامبر ۲۰۲۲ ۱۴                       | اینترمیلان                                                                     | ۶–۱   | بولونیا                                                                          | میلان                                                          |
| ۲۰:۴۵ زمان اروپای مرکزی (یوتی‌سی ۱:۰۰+) | ژکو ۲۶' · دیمارکو ۳۶'، ۴۸' · مارتینز '۳۵، ۴۲' · هاکان ۵۹' (پنالتی) · گوزنس ۷۶' | گزارش | لیکوگیانیس ۲۲' · آرناتوویچ '۳۲ · لوکومی '۳۳ · مدل '۳۵ · اورسولینی '۵۴ · سوسا '۵۹ | ورزشگاه: ورزشگاه سن سیرو تماشاگران: ۶۹,۳۱۲ داور: آندره آ کلمبو |

| ۱۳ نوامبر ۲۰۲۲ ۱۵                      | آتالانتا                          | ۲–۳   | اینتر میلان                                                                      | برگامو                                                            |
| ۱۲:۳۰ زمان اروپای مرکزی (یوتی‌سی ۱:۰۰+) | لوکمن ۲۵' (پنالتی) · پالومینو ۷۷' | گزارش | ژکو ۳۶'، ۵۶' · پالومینو ۶۱' (گل‌به‌خودی) · د فرای '۷۴ · اشکرینیار '۸۵ · اونانا '۸۸ | ورزشگاه: آتلتی آتزوری دایتالیا تماشاگران: ۱۹,۳۵۳ داور: دنیله چیفی |

| ۴ ژانویه ۲۰۲۳ ۱۶                       | اینتر میلان                            | ۱–۰   | ناپولی                     | میلان                                                      |
| ۲۰:۴۵ زمان اروپای مرکزی (یوتی‌سی ۱:۰۰+) | ژکو '۲۷، ۵۶' · بارلا '۸۴ · دومفریس '۸۷ | گزارش | دی لورنزو '۸۵ مین-جائه '۸۸ | ورزشگاه: جوزپه مه آتزا تماشاگران: ۷۵,۴۷۰ داور: سیمونه سوزا |

| ۷ ژانویه ۲۰۲۳ ۱۷                       | مونتسا                                | ۲–۲   | اینتر میلان                                                                | مونتزا                                                         |
| ۲۰:۴۵ زمان اروپای مرکزی (یوتی‌سی ۱:۰۰+) | چیوریا ۱۱' · دومفریس ۳+۹۰' (گل‌به‌خودی) | گزارش | دارمیان ۱۰' · مارتینز ۲۲' · مخیتاریان '۷۱ · گالیاردینی '۷۷ · اشکرینیار '۸۷ | ورزشگاه: ورزشگاه بریانتئو تماشاگران: ۱۳,۶۲۲ داور: جان‌لوکا ساکی |

| ۱۴ ژانویه ۲۰۲۳ ۱۸                      | اینتر میلان | ۱–۰   | هلاس ورونا                     | میلان                                                      |
| ۲۰:۴۵ زمان اروپای مرکزی (یوتی‌سی ۱:۰۰+) | مارتینز ۳'  | گزارش | داویدوز '۴۹ هین '۵۳ سلمانا '۹۰ | ورزشگاه: جوزپه مه آتزا تماشاگران: ۷۰,۷۳۴ داور: مایکل فابری |

| ۲۳ ژانویه ۲۰۲۳ ۱۹                      | اینتر میلان                               | ۰–۱   | امپولی                                                    | میلان                                                          |
| ۲۰:۴۵ زمان اروپای مرکزی (یوتی‌سی ۱:۰۰+) | اشکرینیار '۲۵ '۴۰ · بارلا '۶۸ · ژکو '۸۹ · | گزارش | هندرسُن '۳۰ · آکپا آکپرو '۳۱ · پاریسی '۱+۴۵ · بالدانزی ۶۶' | ورزشگاه: جوزپه مه آتزا تماشاگران: ۶۵,۴۷۶ داور: آنتونیو راپوانو |

| ۲۸ ژانویه ۲۰۲۳ ۲۰                      | کرمونزه    | ۱–۲   | اینتر میلان                              | کرمونا                                                         |
| ۱۸:۰۰ زمان اروپای مرکزی (یوتی‌سی ۱:۰۰+) | اوکرکه ۱۱' | گزارش | مارتینز ۲۱'، ۶۵' · آچربی '۲۹ · هاکان '۳۸ | ورزشگاه: جووانی زینی تماشاگران: ۱۴,۵۵۴ داور: مائوریتسیو مارینی |

| ۵ فوریه ۲۰۲۳ ۲۱                        | اینتر میلان                             | ۱–۰   | آ.ث.میلان                                        | میلان                                                      |
| ۲۰:۴۵ زمان اروپای مرکزی (یوتی‌سی ۱:۰۰+) | مارتینز ۳۴' · مخیتاریان '۶۷ · آچربی '۶۸ | گزارش | کالولو '۳۲ گابیا '۴۹ لیائو '۶۹ ژیرو '۸۴ ربیچ '۸۸ | ورزشگاه: جوزپه مه آتزا تماشاگران: ۷۵,۵۸۴ داور: داویده ماسا |

| ۱۳ فوریه ۲۰۲۳ ۲۲                       | سمپدوریا                         | ۰–۰   | اینترمیلان  | جنوا                                                       |
| ۲۰:۴۵ زمان اروپای مرکزی (یوتی‌سی ۱:۰۰+) | نویتینک '۵۱ آمیونه '۷۸ لامرز '۸۳ | گزارش | مارتینز '۶۴ | ورزشگاه: لوئیجی فراری تماشاگران: ۲۱,۵۷۵ داور: فابیو مارسکا |

| ۱۸ فوریه ۲۰۲۳ ۲۳                       | اینتر میلان                                                      | ۳–۱   | اودینزه                             | میلان                                                         |
| ۲۰:۴۵ زمان اروپای مرکزی (یوتی‌سی ۱:۰۰+) | لوکاکو ۲۰' (پنالتی)، '۲۲ · دارمیان '۳۹ · هنریخ ۷۳' · مارتینز ۸۹' | گزارش | ماسینا '۲۲ · لووریچ ۴۳' · بیجول '۴۷ | ورزشگاه: جوزپه مه آتزا تماشاگران: ۷۱,۲۴۸ داور: فدریکو دیونیسی |

| ۲۶ فوریه ۲۰۲۳ ۲۴                       | بولونیا                   | ۱–۰   | اینترمیلان               | بولونیا                                                    |
| ۱۲:۳۰ زمان اروپای مرکزی (یوتی‌سی ۱:۰۰+) | ریکاردو ۷۶' · دومنیگز '۸۵ | گزارش | د فرای '۴۵+۱ دومفریس '۶۳ | ورزشگاه: رناتو دلارا تماشاگران: ۲۸,۳۱۷ داور: دنیله اورساتو |

| ۵ مارس ۲۰۲۳ ۲۵                         | اینترمیلان                  | ۲–۰   | لچه | میلان                                                            |
| ۱۸:۰۰ زمان اروپای مرکزی (یوتی‌سی ۱:۰۰+) | مخیتاریان ۲۹' · مارتینز ۵۳' | گزارش |     | ورزشگاه: جوزپه مه آتزا تماشاگران: ۷۵,۰۳۳ داور: جانلوکا مانگانیلو |

| ۱۰ مارس ۲۰۲۳ ۲۶                        | اسپتزیا                                                                | ۲–۱   | اینترمیلان          | لا اسپزیا                                                  |
| ۲۰:۴۵ زمان اروپای مرکزی (یوتی‌سی ۱:۰۰+) | گیاسی '۶ · کالدارا '۱۲ · مالدینی ۵۵' · نیکولائو '۷۱ · فرر ۸۷' (پنالتی) | گزارش | لوکاکو ۸۳' (پنالتی) | ورزشگاه: آلبرتو پیکو تماشاگران: ۱۱,۷۶۷ داور: لیویو مارینلی |

| ۱۹ مارس ۲۰۲۳ ۲۷                        | اینترمیلان                                       | ۰–۱   | یوونتوس                                                           | میلان                                                             |
| ۲۰:۴۵ زمان اروپای مرکزی (یوتی‌سی ۱:۰۰+) | بارلا '۳۰ · دمبروزیو '۷+۹۰ '۷+۹۰ · بروزویچ '۷+۹۰ | گزارش | کوستیچ ۲۳' · گاتی '۳۱ · ربیو '۷۱ · دانیلو '۸۸ · پاردس '۱+۹۰ '۷+۹۰ | ورزشگاه: ورزشگاه جوزپه مه آتزا تماشاگران: ۷۵,۲۲۴ داور: دنیله چیفی |

| ۱ آوریل ۲۰۲۳ ۲۸                        | اینترمیلان              | ۰–۱   | فیورنتینا                                                 | میلان                                                       |
| ۱۸:۰۰ زمان اروپای مرکزی (یوتی‌سی ۱:۰۰+) | بروزویچ '۷۷ آچربی '۴+۹۰ | گزارش | بوناونتورا ۵۳' · کاستروویلی '۵۸ · آیکونه '۷۶ · امرابط '۷۹ | ورزشگاه: جوزپه مه آتزا تماشاگران: ۷۳,۵۷۶ داور: فابیو مارسکا |

| ۷ آوریل ۲۰۲۳ ۲۹                        | سالرنیتانا                                | ۱–۱   | اینترمیلان                               | سالرنو                                                    |
| ۱۷:۰۰ زمان اروپای مرکزی (یوتی‌سی ۱:۰۰+) | کولیبالی '۳۸ · نیکولوسی '۷۰ · کاندروا ۹۰' | گزارش | گوزنس ۶' · د فرای '۳۴ · گالیاردینی '۸۹ · | ورزشگاه: ورزشگاه آرکی تماشاگران: ۲۳,۷۰۲ داور: مایکل فابری |

| ۱۵ آوریل ۲۰۲۳ ۳۰                       | اینترمیلان                | ۰–۱   | مونتسا                                  | میلان                                                      |
| ۲۰:۴۵ زمان اروپای مرکزی (یوتی‌سی ۱:۰۰+) | مخیتاریان '۶۶ بروزویچ '۸۰ | گزارش | ایتزو '۴۴ · کاپراری '۶۲ · کالدیرولا ۷۸' | ورزشگاه: جوزپه مه آتزا تماشاگران: ۷۴,۱۳۵ داور: لوکا پایرتو |

| ۲۳ آوریل ۲۰۲۳ ۳۱                       | امپولی     | ۰–۳   | اینترمیلان                                | امپولی                                                        |
| ۱۲:۳۰ زمان اروپای مرکزی (یوتی‌سی ۱:۰۰+) | پاریسی '۳۲ | گزارش | لوکاکو ۴۸'، ۷۶' · بارلا '۸۱ · مارتینز ۸۸' | ورزشگاه: کارلو کاستلانی تماشاگران: ۱۵,۳۳۷ داور: لیویو مارینلی |

| ۳۰ آوریل ۲۰۲۳ ۳۲                       | اینترمیلان                                                  | ۳–۱   | لاتزیو                                                     | میلان                                                      |
| ۱۲:۳۰ زمان اروپای مرکزی (یوتی‌سی ۱:۰۰+) | دمبروزیو '۳۵ · باستونی '۶۲ · مارتینز ۷۷'، ۹۰' · گوزنس ۸۳' · | گزارش | زاکانی '۲۰ · اندرسون ۳۰' · ماروشیچ '۸۱ · رومانیولی '۸+۹۰ · | ورزشگاه: جوزپه مه آتزا تماشاگران: ۷۵,۵۰۰ داور: مارکو گویدا |

| ۳ مهٔ ۲۰۲۳ ۳۳                           | هلاس ورونا | ۰–۶   | اینترمیلان                                                          | ورونا                                                               |
| ۲۱:۰۰ زمان اروپای مرکزی (یوتی‌سی ۱:۰۰+) |            | گزارش | گایچ ۳۱' (گل‌به‌خودی) · هاکان ۳۶' · جکو ۳۷'، ۶۱' · مارتینز ۵۵'، ۲+۹۰' | ورزشگاه: مارک آنتونیو بنتگودی تماشاگران: ۱۹,۴۰۹ داور: دنیله اورساتو |

| ۶ مهٔ ۲۰۲۳ ۳۴                           | آ.اس. رم                                | ۰–۲   | اینترمیلان                                                 | رم                                                      |
| ۱۸:۰۰ زمان اروپای مرکزی (یوتی‌سی ۱:۰۰+) | مانچینی '۲۷ پلگرینی '۵۸ اسپیناتزولا '۷۷ | گزارش | دی مارکو ۳۳' · مارتینس '۶۵ · لوکاکو ۷۴' · گالیاردینی '۸۴ · | ورزشگاه: المپیک رم تماشاگران: ۶۱,۸۷۰ داور: فابیو مارسکا |

| ۱۳ مهٔ ۲۰۲۳ ۳۵                          | اینترمیلان                                                 | ۴–۲   | ساسولو                                                           | میلان                                                        |
| ۲۰:۴۵ زمان اروپای مرکزی (یوتی‌سی ۱:۰۰+) | لوکاکو ۴۱'، ۸۹' · مارتینس ۵۸' · د فرای '۷۰ · بروزویچ '۸۴ · | گزارش | دفرل '۳۰ · روان '۴۲ ۵۵' (گل‌به‌خودی) · هنریکه ۶۳' '۶۶ · فراتزی ۷۷' | ورزشگاه: جوزپه مه آتزا تماشاگران: ۷۱,۲۴۶ داور: متیو مارسنارو |

| ۲۱ مهٔ ۲۰۲۳ ۳۶                          | ناپولی                                                 | ۳–۱   | اینترمیلان                      | ناپل                                                                 |
| ۱۸:۰۰ زمان اروپای مرکزی (یوتی‌سی ۱:۰۰+) | الماس '۶۴ · آنگیسا ۶۷' · لورنتزو ۸۵' · گائتانو ۵+۹۰' · | گزارش | گالیاردینی '۱۹ '۴۱ · لوکاکو ۸۲' | ورزشگاه: دیگو آرماندو مارادونا تماشاگران: ۵۰,۶۵۳ داور: لیویو مارینلی |

| ۲۷ مهٔ ۲۰۲۳ ۳۷                          | اینترمیلان                         | ۳–۲   | آتالانتا                                          | میلان                                                        |
| ۲۰:۴۵ زمان اروپای مرکزی (یوتی‌سی ۱:۰۰+) | لوکاکو ۱' · بارلا ۳' · مارتینز ۷۷' | گزارش | پاشالیچ ۳۶' · تولوی '۵۸ · اونانا ۱+۹۰' (گل‌به‌خودی) | ورزشگاه: جوزپه مه آتزا تماشاگران: ۷۲,۱۹۲ داور: دنیله اورساتو |

| ۳ ژوئن ۲۰۲۳ ۳۸                         | تورینو    | ۰–۱   | اینترمیلان                            | تورین                                   |
| ۱۸:۳۰ زمان اروپای مرکزی (یوتی‌سی ۱:۰۰+) | سینگو '۵۸ | گزارش | بروزویچ ۳۷' · هاکان '۵۰ · گوزنس '۶۸ · | ورزشگاه: المپیک تورین داور: مایکل فابری |

### کوپا ایتالیا
| ۱۰ ژانویه ۲۰۲۳ ۱/۸ نهایی               | اینترمیلان                              | ۲–۱ و.ا | پارما                                 | میلان                                                           |
| ۲۱:۰۰ زمان اروپای مرکزی (یوتی‌سی ۱:۰۰+) | مارتینز ۸۸' · دیمارکو '۱۰۵ · آچربی ۱۱۰' | گزارش   | جوریچ ۳۸' · برنابه '۱+۴۵ · کامارا '۷۹ | ورزشگاه: جوزپه مه آتزا تماشاگران: ۴۰,۰۳۲ داور: الساندرو پرونترا |

| ۳۱ ژانویه ۲۰۲۳ ۱/۴ نهایی               | اینتر میلان                                                        | ۱–۰   | آتلانتا  | میلان                                                     |
| ۲۱:۰۰ زمان اروپای مرکزی (یوتی‌سی ۱:۰۰+) | گوزنس '۳۲ · دارمیان ۵۷' · مارتینز '۸۲ · کوریا '۱+۹۰ · اونانا '۴+۹۰ | گزارش | سوپی '۹۰ | ورزشگاه: جوزپه مه آتزا تماشاگران: ۴۹,۵۱۵ داور: دنیله چیفی |

| ۴ آوریل ۲۰۲۳ نیمه نهایی                | یوونتوس                              | ۱–۱   | اینترمیلان                                                 | تورین                                                        |
| ۲۱:۰۰ زمان اروپای مرکزی (یوتی‌سی ۱:۰۰+) | کوادرادو '۵+۹۰ '۷+۹۰ ۸۳' · میرتی '۸۹ | گزارش | بروزویچ '۴۱ · لوکاکو '۸۰ '۷+۹۰ ۵+۹۰' (پنالتی) · سمیر '۷+۹۰ | ورزشگاه: ورزشگاه یوونتوس تماشاگران: ۳۹,۰۲۱ داور: داویده ماسا |

| ۲۶ آوریل ۲۰۲۳ نیمه نهایی               | اینترمیلان                  | ۱–۰   | یوونتوس     | میلان                                                      |
| ۲۱:۰۰ زمان اروپای مرکزی (یوتی‌سی ۱:۰۰+) | دیمارکو ۱۵' · هنریخ '۱+۹۰ · | گزارش | لوکاتلی '۵۹ | ورزشگاه: جوزپه مه آتزا تماشاگران: ۷۵,۴۹۱ داور: دنیله دووری |

| ۲۴ مهٔ ۲۰۲۳ فینال                       | اینترمیلان                       | ۲–۱   | فیورنتینا                       | رم                                                            |
| ۲۱:۰۰ زمان اروپای مرکزی (یوتی‌سی ۱:۰۰+) | مارتینز ۲۹'، ۳۷' · باستونی '۵۳ · | گزارش | گونزالس ۳' '۹۰ · مارتینیز '۵۴ · | ورزشگاه: المپیک رم تماشاگران: ۷۳,۲۶۱ داور: ماسیمیلیانو ایراتی |

### سوپر جام ایتالیا
| ۱۸ ژانویه ۲۰۲۳ فینال                   | اینتر میلان                                                        | ۳–۰   | آ.ث.میلان              | ریاض، عربستان سعودی                                   |
| ۲۰:۰۰ زمان اروپای مرکزی (یوتی‌سی ۱:۰۰+) | دیمارکو ۱۰' · ژکو ۲۱' · بارلا '۳۳ · هاکان '۷۲ · مارتینز ۷۷'، '۷۸ · | گزارش | ارناندز '۷۷ تونالی '۸۵ | ورزشگاه: ملک فهد تماشاگران: ۵۱,۳۵۷ داور: فابیو مارسکا |

### لیگ قهرمانان اروپا

#### جدول گروه
| رتبه | تیم           | بازی | برد | تساوی | باخت | گل زده | گل خورده | امتیاز | راه‌یابی    |
| ---- | ------------- | ---- | --- | ----- | ---- | ------ | -------- | ------ | ---------- |
| ۱    | بایرن مونیخ   | ۶    | ۶   | ۰     | ۰    | ۱۸     | ۲        | ۱۸     | مرحله حذفی |
| ۲    | اینترمیلان    | ۶    | ۳   | ۱     | ۲    | ۱۰     | ۷        | ۱۰     | مرحله حذفی |
| ۳    | بارسلونا      | ۶    | ۲   | ۱     | ۳    | ۱۲     | ۱۲       | ۷      | لیگ اروپا  |
| ۴    | ویکتوریا پلزن | ۶    | ۰   | ۰     | ۶    | ۵      | ۲۰       | ۰      | —          |

#### مرحله گروهی
| ۸ سپتامبر ۲۰۲۲ ۱                       | اینتر میلان  | ۲–۰   | بایرن مونیخ                                    | میلان، ایتالیا                                                      |
| ۲۱:۰۰ زمان اروپای مرکزی (یوتی‌سی ۱:۰۰+) | دی مارکو '۹۰ | گزارش | سانه ۲۵' · دلیخت '۴۱ · دمبروزیو ۶۶' (گل‌به‌خودی) | ورزشگاه: جوزپه مه آتزا تماشاگران: ۵۸,۹۵۱ داور: کلمن تورپین (فرانسه) |

| ۱۳ سپتامبر ۲۰۲۲ ۲                      | ویکتوریا پلزن                                  | ۰–۲   | اینتر میلان                                          | پلزن، چک                                                       |
| ۱۸:۴۵ زمان اروپای مرکزی (یوتی‌سی ۱:۰۰+) | سیکورا '۱۲ · کالواش '۱۵ · یملکا '۲۲ · بوخا '۶۱ | گزارش | ژکو ۲۰' · باستونی '۶۰ · دومفریس ۷۱' · گالیاردینی '۷۸ | ورزشگاه: دوسان آرنا تماشاگران: ۱۱,۲۵۲ داور: ساندرو شرر (سوئیس) |

| ۴ اکتبر ۲۰۲۲ ۳                         | اینتر میلان                                                                   | ۱–۰   | بارسلونا            | میلان، ایتالیا                                                          |
| ۲۱:۰۰ زمان اروپای مرکزی (یوتی‌سی ۱:۰۰+) | بارلا '۲۳ · چالهان‌اوغلو ۲+۴۵'، '۷۰ · مارتینز '۷۶ · باستونی '۸۸ · اونانا '۶+۹۰ | گزارش | بوسکتس '۶۰ گاوی '۷۶ | ورزشگاه: جوزپه مه آتزا تماشاگران: ۷۱,۳۶۰ داور: اسلاوکو وینچیچ (اسلوونی) |

| ۱۲ اکتبر ۲۰۲۲ ۴                        | بارسلونا                              | ۳–۳   | اینتر میلان                                                             | بارسلون، اسپانیا                                                 |
| ۲۱:۰۰ زمان اروپای مرکزی (یوتی‌سی ۱:۰۰+) | دمبله ۳۹' '۷۸ · لواندوفسکی ۸۲'، ۲+۹۰' | گزارش | بارلا ۴۹' · ل.مارتینز '۵۲، ۶۳' · د فرای '۵۵ · مخیتاریان '۸۴ · گوزنس ۸۹' | ورزشگاه: نیوکمپ تماشاگران: ۹۲,۳۰۲ داور: شیمون مارسینیاک (لهستان) |

| ۲۶ اکتبر ۲۰۲۲ ۵                        | اینتر میلان                               | ۴–۰   | ویکتوریا پلزن           | میلان، ایتالیا                                                      |
| ۱۸:۴۵ زمان اروپای مرکزی (یوتی‌سی ۱:۰۰+) | مخیتاریان ۳۵' · ژکو ۴۲'، ۶۶' · لوکاکو ۸۷' | گزارش | موسکرا '۱+۴۵ پرنیکا '۴۹ | ورزشگاه: جوزپه مه آتزا تماشاگران: ۷۱,۸۴۹ داور: آندریاس اکبرگ (سوئد) |

| ۱ نوامبر ۲۰۲۲ ۶                        | بایرن مونیخ                                                            | ۰-۲   | اینتر میلان          | مونیخ، آلمان                                                           |
| ۲۱:۰۰ زمان اروپای مرکزی (یوتی‌سی ۱:۰۰+) | پاوارد ۳۲' · سابیتزر '۳۸ · کیمیش '۴۸ · چوپو-موتینگ ۷۲' · استانیشیچ '۸۸ | گزارش | گوزنس '۴۰ کربونی '۹۰ | ورزشگاه: آلیانتس آرنا تماشاگران: ۷۵,۰۰۰ داور: ایوان کروژلیاک (اسلواکی) |

#### مرحله حذفی

##### ۱/۸ نهایی
قرعه کشی در تاریخ ۷ نوامبر ۲۰۲۲ برگزار شد. 
| ۲۳ فوریه ۲۰۲۳ رفت                      | اینتر میلان               | ۱–۰   | پورتو                     | میلان، ایتالیا                                                      |
| ۲۱:۰۰ زمان اروپای مرکزی (یوتی‌سی ۱:۰۰+) | دی مارکو '۴۱ · لوکاکو ۸۶' | گزارش | مونتیرو '۴۱ '۷۸ · پپه '۶۳ | ورزشگاه: جوزپه مه آتزا تماشاگران: ۷۵,۳۷۴ داور: سرجوانوویچ (صربستان) |

| ۱۴ مارس ۲۰۲۳ برگشت                     | پورتو         | ۰–۰ ۰–۱ | اینتر میلان                   | پورتو، پرتغال                                                   |
| ۲۱:۰۰ زمان اروپای مرکزی (یوتی‌سی ۱:۰۰+) | پپه '۷۹ '۷+۹۰ | گزارش   | دارمیان '۳۳ ژکو '۶۹ آچربی '۸۹ | ورزشگاه: دراگو تماشاگران: ۴۸,۰۱۵ داور: شیمون مارسینیاک (لهستان) |

##### ۱/۴ نهایی
قرعه کشی در تاریخ ۱۷ مارس ۲۰۲۳ برگزار شد.
| ۱۱ آوریل ۲۰۲۳ رفت                      | بنفیکا    | ۰–۲   | اینتر میلان                                   | لیسبون، پرتغال                                                       |
| ۲۰:۰۰ زمان اروپای مرکزی (یوتی‌سی ۱:۰۰+) | سیلوا '۲۲ | گزارش | بروزویچ '۵۰ · بارلا ۵۱' · لوکاکو ۸۲' (پنالتی) | ورزشگاه: استادیو دا لوز تماشاگران: ۶۲,۵۹۴ داور: مایکل الیور (انگلیس) |

| ۱۹ آوریل ۲۰۲۳ برگشت                    | اینتر میلان                         | ۳–۳ ۵–۳ | بنفیکا                                                   | میلان، ایتالیا                                                         |
| ۲۱:۰۰ زمان اروپای مرکزی (یوتی‌سی ۱:۰۰+) | بارلا ۱۴' · مارتینز ۶۵' · کوریا ۷۸' | گزارش   | آرسنس ۳۸' · رافا سیلوا '۳۸ · موسی '۸۱، ۵+۹۰' · سیلوا ۸۶' | ورزشگاه: جوزپه مه آتزا تماشاگران: ۷۵,۳۸۰ داور: کارلوس دل سرو (اسپانیا) |

##### نیمه نهایی
| ۱۰ مهٔ ۲۰۲۳ رفت                         | آ.ث.میلان               | ۰–۲   | اینترمیلان                     | میلان، ایتالیا                                                      |
| ۲۱:۰۰ زمان اروپای مرکزی (یوتی‌سی ۱:۰۰+) | کرونیچ '۱+۴۵ توموری '۶۴ | گزارش | جکو ۸' · مخیتاریان ۱۱' '۱+۴۵ · | ورزشگاه: سن سیرو تماشاگران: ۷۵,۵۳۲ داور: خسوس خیل مانزانو (اسپانیا) |

| ۱۶ مهٔ ۲۰۲۳ برگشت                       | اینترمیلان                  | ۱–۰ ۳–۰ | آ.ث.میلان                                 | میلان، ایتالیا                                                      |
| ۲۱:۰۰ زمان اروپای مرکزی (یوتی‌سی ۱:۰۰+) | مارتینز ۷۴' '۸۲ · بارلا '۷۹ | گزارش   | تیاو '۵۶ تونالی '۷۹ کرونیچ '۸۱ توموری '۸۲ | ورزشگاه: جوزپه مه آتزا تماشاگران: ۷۵,۵۶۷ داور: کلمن تورپین (فرانسه) |

##### فینال
| ۱۰ ژوئن ۲۰۲۳ فینال                     | اینترمیلان           | ۰–۱   | منچستر سیتی             | استانبول، ترکیه                                                         |
| ۲۱:۰۰ زمان اروپای مرکزی (یوتی‌سی ۱:۰۰+) | بارلا '۵۹ لوکاکو '۸۳ | گزارش | رودری ۶۸' · هالند '۲+۹۰ | ورزشگاه: المپیک اتاترک تماشاگران: ۷۱٬۴۱۲ داور: شیمون مارسینیاک (لهستان) |

## آمار

### آمار تیم
| لیگ                | نتیجه       | گل زده | گل خورده | رکورد | رکورد | رکورد | رکورد | رکورد   |
| لیگ                | نتیجه       | گل زده | گل خورده | G     | W     | D     | L     | پیروز % |
| ------------------ | ----------- | ------ | -------- | ----- | ----- | ----- | ----- | ------- |
| سری آ              | سوم         | ۷۱     | ۴۲       | ۳۸    | ۲۳    | ۳     | ۱۲    | ۰۶۱     |
| کوپا ایتالیا       | قهرمان      | ۷      | ۳        | ۵     | ۴     | ۱     | ۰     | ۰۸۰     |
| سوپر جام ایتالیا   | قهرمان      | ۳      | ۰        | ۱     | ۱     | ۰     | ۰     | ۱۰۰     |
| لیگ قهرمانان اروپا | نایب قهرمان | ۱۹     | ۱۱       | ۱۳    | ۷     | ۳     | ۳     | ۰۵۴     |
| مجموع              | -           | ۱۰۰    | ۵۶       | ۵۷    | ۳۵    | ۷     | ۱۵    | ۰۶۱     |

### آمار بازیکنان
| شماره | ملیت     | نام               | پست       | سری آ | سری آ | کوپا ایتالیا | کوپا ایتالیا | سوپر کاپ | سوپر کاپ | لیگ قهرمانان | لیگ قهرمانان | مجموع | مجموع |
| شماره | ملیت     | نام               | پست       | بازی  | گل    | بازی         | گل           | بازی     | گل       | بازی         | گل           | بازی  | گل    |
| ----- | -------- | ----------------- | --------- | ----- | ----- | ------------ | ------------ | -------- | -------- | ------------ | ------------ | ----- | ----- |
| ۱     | اسلوونی  | سمیر هاندانوویچ   | دروازه‌بان | ۱۴    | ۰     | ۲            | ۰            | ۰        | ۰        | ۰            | ۰            | ۱۶    | ۰     |
| ۲     | هلند     | دنزل دومفریس      | مدافع     | ۳۴    | ۱     | ۵            | ۰            | ۰        | ۰        | ۱۲           | ۱            | ۵۱    | ۲     |
| ۵     | ایتالیا  | روبرتو گالیاردینی | هافبک     | ۱۹    | ۰     | ۳            | ۰            | ۱        | ۰        | ۶            | ۰            | ۲۹    | ۰     |
| ۶     | هلند     | استفان د فرای     | مدافع     | ۲۷    | ۱     | ۳            | ۰            | ۱        | ۰        | ۷            | ۰            | ۳۸    | ۱     |
| ۸     | آلمان    | روبین گوزنس       | مدافع     | ۳۲    | ۳     | ۵            | ۰            | ۱        | ۰        | ۱۱           | ۱            | ۴۹    | ۴     |
| ۹     | بوسنی    | ادین ژکو          | مهاجم     | ۳۳    | ۹     | ۵            | ۰            | ۱        | ۱        | ۱۳           | ۴            | ۵۲    | ۱۴    |
| ۱۰    | آرژانتین | لائوتارو مارتینز  | مهاجم     | ۳۸    | ۲۱    | ۵            | ۳            | ۱        | ۱        | ۱۳           | ۳            | ۵۷    | ۲۸    |
| ۱۱    | آرژانتین | خواکین کوریا      | مهاجم     | ۲۶    | ۳     | ۵            | ۰            | ۱        | ۰        | ۹            | ۱            | ۴۱    | ۴     |
| ۱۲    | ایتالیا  | رائول بلانووا     | مدافع     | ۱۸    | ۰     | ۱            | ۰            | ۰        | ۰        | ۳            | ۰            | ۲۲    | ۰     |
| ۱۴    | آلبانی   | کریستین اصلانی    | هافبک     | ۲۰    | ۰     | ۳            | ۰            | ۱        | ۰        | ۵            | ۰            | ۲۹    | ۰     |
| ۱۵    | ایتالیا  | فرانچسکو آچربی    | مدافع     | ۳۱    | ۰     | ۵            | ۱            | ۱        | ۰        | ۱۲           | ۰            | ۴۹    | ۱     |
| ۲۰    | ترکیه    | هاکان چالهان‌اوغلو | هافبک     | ۳۳    | ۳     | ۳            | ۰            | ۱        | ۰        | ۱۲           | ۱            | ۴۹    | ۴     |
| ۲۱    | ایتالیا  | الکس کورداز       | دروازه‌بان | ۱     | ۰     | ۰            | ۰            | ۰        | ۰        | ۰            | ۰            | ۱     | ۰     |
| ۲۲    | ارمنستان | هنریخ مخیتاریان   | هافبک     | ۳۱    | ۳     | ۴            | ۰            | ۱        | ۰        | ۱۳           | ۲            | ۴۹    | ۵     |
| ۲۳    | ایتالیا  | نیکولو بارلا      | هافبک     | ۳۵    | ۶     | ۴            | ۰            | ۱        | ۰        | ۱۲           | ۳            | ۵۲    | ۹     |
| ۲۴    | کامرون   | آندره اونانا      | دروازه‌بان | ۲۴    | ۰     | ۳            | ۰            | ۱        | ۰        | ۱۳           | ۰            | ۴۱    | ۰     |
| ۳۲    | ایتالیا  | فدریکو دی مارکو   | دفاع      | ۳۳    | ۴     | ۵            | ۱            | ۱        | ۱        | ۱۱           | ۰            | ۵۰    | ۶     |
| ۳۳    | ایتالیا  | دنیلو دمبروزیو    | دفاع      | ۱۵    | ۰     | ۳            | ۰            | ۰        | ۰        | ۶            | ۰            | ۲۴    | ۰     |
| ۳۶    | ایتالیا  | متئو دارمیان      | دفاع      | ۳۱    | ۱     | ۵            | ۱            | ۱        | ۰        | ۱۱           | ۰            | ۴۸    | ۲     |
| ۳۷    | اسلواکی  | میلان اشکرینیار   | دفاع      | ۲۱    | ۰     | ۱            | ۰            | ۱        | ۰        | ۸            | ۰            | ۳۱    | ۰     |
| ۴۵    | آرژانتین | والنتین کاربونی   | هافبک     | ۵     | ۰     | ۰            | ۰            | ۰        | ۰        | ۱            | ۰            | ۶     | ۰     |
| ۷۷    | کرواسی   | مارسلو بروزویچ    | هافبک     | ۲۸    | ۳     | ۳            | ۰            | ۰        | ۰        | ۹            | ۰            | ۴۰    | ۳     |
| ۹۰    | بلژیک    | روملو لوکاکو      | مهاجم     | ۲۵    | ۱۰    | ۴            | ۱            | ۰        | ۰        | ۸            | ۳            | ۳۷    | ۱۴    |
| ۹۵    | ایتالیا  | الساندرو باستونی  | دفاع      | ۲۹    | ۰     | ۴            | ۰            | ۱        | ۰        | ۱۱           | ۰            | ۴۵    | ۰     |